# Chlina Górna
Chlina Górna – część wsi Chlina w Polsce położona w województwie śląskim, w powiecie zawierciańskim, w gminie Żarnowiec. 
Położona jest równolegle do Chliny na wschód od Chliny Dolnej, z układem zabudowy w formie ulicówki. Obecnie tu znajduje się nowa Szkoła Podstawowa, która w końcówce XX w. została przeniesiona z Chliny Dolnej, oraz remiza Ochotniczej Straży Pożarnej.
W latach 1975–1998 Chlina Górna administracyjnie należała do województwa katowickiego.